# Ratpenat glabre de Sulawesi
El ratpenat glabre de Sulawesi (Cheiromeles parvidens) és una espècie de ratpenat de la família dels molòssids que es troba a Indonèsia i Filipines.